# Luca Mondini
Luca Mondini (Parma, 25 febbraio 1970) è un allenatore di calcio ed ex calciatore italiano, di ruolo portiere.

## Carriera

### Giocatore
Ha iniziato la carriera nelle giovanili dell'Inter, prima di essere dirottato allo Spezia, in serie C1 all'inizio della stagione 1990-1991, dove è subito titolare della formazione ligure, disputando due campionati con 67 presenze. Passa poi al Como, dove fa 32 apparizioni. Passato in Serie B all'inizio del 1993, alla Fidelis Andria, disputa tutte e 38 le partite di campionato e ritorna alla base; secondo di Pagliuca nella stagione 1994-1995, non vede mai il campo.

Mondini (al centro) nel Vicenza della stagione 1995-1996

Acquistato dal Vicenza neopromosso nel 1995, Mondini debutta in Serie A. Nella seconda stagione gioca, come nel campionato precedente, 32 partite. Portiere di riserva, alle spalle di Pierluigi Brivio, nella vittoria della Coppa Italia 1996-1997, all'inizio della stagione seguente, con il mister Guidolin che gli preferisce Brivio come titolare in campionato, passa al Treviso, neopromosso in Serie B, dove gioca 27 partite.
Da allora è un lungo peregrinare per l'Italia: nel 1998 è nel Napoli, in Serie B (21 presenze), la stagione seguente alla Lazio, terzo portiere dopo Luca Marchegiani e Marco Ballotta, dove non scende mai in campo; la squadra vince lo scudetto nel 1999-2000, e la Coppa Italia nella stessa stagione. Ritornato al Napoli, in Serie A, è nuovamente secondo di Francesco Mancini, e gioca solamente 3 partite, retrocedendo con la squadra in Serie B. Rimase celebre, in quella travagliata stagione, l'aggressione che subì dal compagno di squadra Edmundo: durante un allenamento Mondini criticò O Animal che, per tutta risposta, gli rifilò un calcio allo stomaco.
Nel 2001 passa alla Sampdoria collezionando 33 presenze. Svincolato, viene ingaggiato dalla Reggiana, formazione di serie C1, dove resta due stagioni (45 presenze in totale in campionato), prima di approdare alla Cremonese, con cui conquista la promozione in Serie B (25 presenze per lui). Nella stagione 2005-2006 è inizialmente titolare (17 le sue partite), ma le pessime prestazioni della squadra lombarda gli fanno perdere il posto a favore del compagno Giorgio Bianchi.
A gennaio 2007, dopo 2 sole presenze, passa allo Spezia come portiere di riserva. Nell'agosto dello stesso anno è ingaggiato dal Padova, dove rimane per una stagione sempre da riserva. Svincolato, il 14 dicembre 2008 passa al Benevento, e chiude la carriera nel campionato successivo in Lega Pro Seconda Divisione con il Crociati Noceto.

### Allenatore
Nel 2010 diventa allenatore dei portieri delle formazioni giovanili del Parma. Nel 2018 si trasferisce al Pro Piacenza, come allenatore dei portieri della prima squadra.
Nel 2019 diventa allenatore dei portieri nel settore giovanile del Sassuolo, ritrovando tutta lo staff di Palmieri ai tempi del Parma calcio: Turrini Francesco, Neri Maurizio, Bucchioni Roberto, Milone Dario, Morrone Stefano,  Altamirano Matthias, Petrungaro Francesco.
Nell’estate del 2024, dopo 5 anni al Sassuolo ritorna al Parma ricoprendo la carica di allenatore dei portieri under 14 e under 15.

## Palmarès

### Giocatore
- Coppa Italia: 2

Vicenza: 1996-1997
Lazio: 1999-2000
- Campionato italiano: 1

Lazio: 1999-2000
- Campionato italiano Serie C1: 1

Cremonese: 2004-2005 (girone A)